# Rueda de fragancias
Una rueda de fragancias, también conocida como rueda de aromas, círculo de fragancias, rueda de perfumes o rueda de olores, es un diagrama circular que muestra las relaciones inferidas entre grupos olfativos en función de similitudes y diferencias en su olor. Se supone que los grupos limítrofes comparten características olfativas comunes. La rueda de fragancias se utiliza frecuentemente como herramienta de clasificación en enología y perfumería.
El primer ejemplo de rueda de fragancias fue concebido por el perfumista austriaco Paul Jellinek y lo tituló Diagrama de efectos de olor, publicado en la edición original alemana de su libro The Practice of Modern Perfumery de 1949. Otras versiones notables incluyen el Fragrance Circle, desarrollado en 1979 por U. Harder en Haarman & Reimer, el Wine Aroma Wheel, de 1984 por la química sensorial Ann C. Noble, y el Fragrance Wheel, creado en 1992 por el taxónomo de perfumería Michael Edwards.

## Familias y personalidades de fragancias
Se han presentado varias sugerencias sobre la relación entre la familia de aromas favorita de una persona y su personalidad. Stephen V. Dowthwaite, fundador de PerfumersWorld, afirmó que «Nuestras elecciones en perfumes están influenciadas por [...] la imagen que queremos retratar». Según Dowthwaite, las personalidades muy femeninas gravitan hacia la familia floral, mientras que las personalidades muy masculinas prefieren la familia amaderada. A los jóvenes les suelen gustar los aromas afrutados, cremosos y avainillados, mientras que los adultos jóvenes prefieren los aromas cítricos y metálicos, y los adultos maduros disfrutan de aromas de flores blancas intensas y los chipres. Las personalidades elegantes y sofisticadas disfrutan de aldehídos, las notas atalcadas y los cueros, mientras que las personalidades más terrenales y prácticas prefieren el tabaco, las especias y las notas verdes.

## La rueda de fragancias de Michael Edwards
Desarrollada por un experto en perfumes para ayudar a los minoristas y consumidores, la rueda de Edwards consta de una familia de aromas primaria (amaderada, floral, ámbar, fresca), dividida en subfamilias (ámbar floral, ámbar suave, aromática, cítrica). Muchas de las subfamilias se dividieron a su vez en categorías de composición fresca, crujiente, clásica y rica. Antes de 2010, el grupo Fougère estaba situado en el centro de esta rueda.
En este esquema de clasificación, Chanel N°.5, que tradicionalmente se clasifica como "aldehído floral", se ubicaría en el subgrupo Floral suave, y los aromas del tipo "Ámbar" se ubicarían dentro del grupo Oriental. Como clase, los chipres son más difíciles de ubicar ya que estarían ubicados debajo de partes de las familias oriental y amaderada. Por ejemplo, el perfume Guerlain Mitsouko, que clásicamente se identifica como chipre, se colocará bajo amaderado musgoso, pero Hermès Rouge, un chipre con un carácter más floral, se colocará bajo Floral Oriental. Originalmente son:
| Fougère | Floral    | Floral             |
| Fougère | Floral    | Floral suave       |
| Fougère | Floral    | Floral oriental    |
| Fougère | Oriental  | Oriental suave     |
| Fougère | Oriental  | Oriental           |
| Fougère | Oriental  | Oriental amaderado |
| Fougère | Amaderado | Amaderado musgoso  |
| Fougère | Amaderado | Amaderado seco     |
| Fougère | Fresco    | Cítrico            |
| Fougère | Fresco    | Verde              |
| Fougère | Fresco    | Acuático           |

Con la publicación de Fragancias del Mundo 2008, se añadieron a la rueda dos nuevos subgrupos, Amaderado y Frutal:
| Fougère | Floral   | Floral             |
| Fougère | Floral   | Floral suave       |
| Fougère | Floral   | Floral oriental    |
| Fougère | oriental | Oriental suave     |
| Fougère | oriental | Oriental           |
| Fougère | oriental | Oriental amaderado |
| Fougère | Leñoso   | Amaderado          |
| Fougère | Leñoso   | Amaderado musgoso  |
| Fougère | Leñoso   | Amaderado seco     |
| Fougère | Fresco   | Cítrico            |
| Fougère | Fresco   | Frutal             |
| Fougère | Fresco   | Verde              |
| Fougère | Fresco   | Acuático           |

El diagrama se modificó nuevamente en 2010, moviendo la sección de Aromáticos entre Amaderados secos y Cítricos para sincronizar el gráfico oficial con estudios recientes sobre la percepción del olfato.  Las agrupaciones son aproximadas y se superponen según diferentes fuentes. Este cuadro tiene como objetivo sintetizar esas agrupaciones en un formato estructural organizado.  Se proporcionan ejemplos para cada subfamilia respecto a qué se parece cada aroma.
| Familias                       | Subfamilias       | Ejemplos                         |
| ------------------------------ | ----------------- | -------------------------------- |
| Floral                         | Floral            | Flores recién cortadas           |
| Floral                         | Floral suave      | Aldehídos; notas polvorientas    |
| Floral                         | Floral ámbar      | Flor de naranja; especias dulces |
| Ámbar (anteriormente oriental) | Ámbar suave       | Incienso; ámbar                  |
| Ámbar (anteriormente oriental) | Ámbar             | Oriental; resinas                |
| Ámbar (anteriormente oriental) | Ámbar amaderado   | Sándalo; pachulí                 |
| Amaderado                      | Amaderado         | Maderas aromáticas; vetiver      |
| Amaderado                      | Amaderado musgoso | Musgo de roble; ámbar            |
| Amaderado                      | Amaderado seco    | Maderas secas; cuero             |
| Fresco                         | Aromático         | Lavanda; hierbas aromáticas      |
| Fresco                         | Cítricos          | Bergamota; aceites cítricos      |
| Fresco                         | Acuáticos         | Marina; notas acuáticas          |
| Fresco                         | Verde             | Gálbano; notas verdes            |
| Fresco                         | Frutal            | Bayas; frutas                    |